# Abu Iáia Maomé ibne Ali
Abu Iáia Maomé ibne Ali (em árabe: ابو يحي محمد بن علي; romaniz.: Abu Yahya Muhammad ibn Ali ) foi o último uale muçulmano de Maiorca.
Foi em 1208 o último dos diferentes uales governadores almóadas de Maiorca que eram designados desde Marraquexe, e que criou um principado semi-independente, com apenas submissão formal ao califa almóada. Governou as ilhas Baleares em nome do Califado Almóada até a Conquista de Maiorca por Jaime I em 1229.
O seu filho, com três anos ao tempo da captura por Jaime I, foi batizado com o nome deste rei e chegou a ser o I barão de Gotor e I barão de Illueca em 1250, com o nome de Jaime de Gotor, casado com Elvira Roldão, filha de Martín Roldán e da sua esposa María López de Luna, assim como o progenitor da família deste sobrenome de Gotor.